# Tribhuvan University
Tribhuvan University – nepalski uniwersytet. Najstarsza i największa tego typu placówka w kraju. 
Został założony w 1959 w mieście Kirtipur w Dolinie Katmandu, później nadano mu imię króla Nepalu Tribhuvana. Liczba absolwentów wynosi 188 000. Rektorem uczelni jest premier Nepalu Madhav Kumar Nepal, a wicerektorem minister edukacji i sportu Madhav Prasad Sharma. Znajduje się tu największa biblioteka w kraju.

## Struktura organizacyjna
Decyzje dotyczące uniwersytetu podejmowane są przez:
- Radę Uniwersytetu
- Radę Wykonawczą
- Radę Akademicką
- Radę Badawczo-Koordynującą
- Radę Planowania.

## Kierunki kształcenia
- medycyna
- nauki humanistyczne
- nauki społeczne
- zarządzanie
- inżynieria
- technologia
- leśnictwo
- rolnictwo
- pedagogika
- prawo